# Manewr lotniczy
Manewr lotniczy – ewolucja statku powietrznego albo grupy statków powietrznych w powietrzu polegająca na zmianie kursu, prędkości i wysokości lotu oraz ugrupowań bojowych, a także na wykonywaniu zmian parametrów lotu i akrobacji lotniczych.
Ruch sił i środków walki (wojsk) jest ważną kategorią taktyczną. Może przybierać formę przemieszczania i manewrowania. 
Przemieszczanie wojsk dotyczy fazy przygotowania walki. Poprzez przemieszczanie wojsk jest możliwe sformowanie pożądanego ugrupowania bojowego. Przemieszczanie wojsk to również przemieszczanie środków rażenia i uzyskiwanie możliwości ich koncentrowania w zaplanowanym miejscu i czasie. Manewr z kolei jest bezpośrednio związany z procesem walki zbrojnej. Może służyć przyjmowaniu korzystnych ugrupowań taktycznych, zajmowaniu pozycji w strefach realizacji zadań bojowych oraz zbliżaniu do przeciwnika albo oddalaniu od niego albo wycofaniu. Manewr jest tym elementem walki zbrojnej, który pozwala potęgować własne zdolności bojowe osłabiając jednocześnie szanse przeciwnika na zwycięstwo. Manewr dotyczy sił, środków walki i ognia lub innej formy rażenia przeciwnika. Jest niezwykle istotnym elementem walki ponieważ może decydować o uzyskaniu przewagi w określonym miejscu i czasie lub zmniejszyć, a nawet wyeliminować zidentyfikowane zagrożenia ze strony przeciwnika. Dzięki manewrowi można wychodzić z zasięgu broni przeciwnika i uniemożliwiać mu skuteczne rażenie. Manewr poza unikaniem rażenia pozwala również wyjść z walki. 
W przypadku wojsk lotniczych manewr jest integralnym elementem wszelkich działań bojowych, ponieważ cechą lotnictwa jest dynamika, a lotnictwo może prowadzić działania wyłącznie w warunkach ruchu środków walki, jakimi są statki powietrzne.
Lotnictwo jest tym rodzajem wojsk, który może prowadzić działania wyłącznie w warunkach dynamiki środków walki. Ta cecha wyróżnia lotnictwo pośród wszystkich innych, które mogą walczyć również w warunkach statycznych, czyli pozostając w bezruchu. W taktyce lotnictwa ruch siłami i środkami walki ma miejsce na lądzie (przemieszczanie i rozmieszczanie sił oraz manewr statków powietrznych względem określonych punktów na powierzchni) i w przestrzeni powietrznej, gdzie dotyczy zmian położenia określonych obiektów powietrznych względem siebie (oddalanie, zbliżanie). Dotyczy to zarówno sił własnych (zmiana ugrupowania) jak i przeciwnika (zbliżanie, zajmowanie pozycji lub rubieży, wycofanie). Z przemieszczaniem sił na powierzchni ziemi (w niektórych przypadków również wody) mamy do czynienia w fazie przygotowawczej np. podczas tworzenia ugrupowania bojowego i w celu wyjścia spod uderzenia przed rozpoczęciem działań lub poprawienia położenia (możliwości przestrzennych, zasięgu) w trakcie działań.
Jako kategoria taktyczna przemieszczanie jest rodzajem ruchu wydzielonych sił lub jednostek lotniczych na powierzchni ziemi, w celu uzyskania pożądanego położenia (ugrupowania wyjściowego) względem siebie i przeciwnika przed rozpoczęciem działań (lub wejściem do walki w trakcie ich prowadzenia). Różnica między przemieszczaniem a manewrem polega na tym, że przemieszczanie dotyczy fazy przygotowania do działań taktycznych, natomiast z manewrowaniem siłami mamy do czynienia na ogół w trakcie tych działań.Przemieszczanie może być rozpatrywane jako ruch sił z miejsc stałego bazowania do rejonu działań taktycznych lub do rejonu przyszłej operacji (na lotniska operacyjne) albo jako ruch sił w celu poprawienia położenia względem przeciwnika na przykład dla ich skoncentrowania lub rozproszenia, bądź zwiększenia możliwości przestrzenno-czasowych samolotów, lub też w celu zmylenia przeciwnika (wyjście spod uderzenia). Manewrowanie bojowe samolotami, śmigłowcami lub bezzałogowymi statkami powietrznymi w przestrzeni dotyczy bezpośrednio realizacji zadań bojowych lub prowadzenia walki, może mieć na celu zbliżanie do celu powietrznego, dolot do obiektu ataku (rażenia lub rozpoznania) na odległość odpowiadającą zasięgowi broni (lub urządzeń elektronicznych, rozpoznawczych), ominięcie zagrożeń (strefy ognia środków OPL wojsk), utrudnienie obronie przeciwlotniczej atakowanego obiektu podjęcie walki z atakującymi samolotami, utrudnienie przeciwnikowi wykrycia samolotów przez systemy radarowe i zajęcie pozycji do ataku. Manewrowanie tego rodzaju odbywa się w płaszczyźnie poziomej poprzez zmianę odległości, prędkości i kursu, oraz pionowej poprzez zmianę wysokości.
Manewr bojowy w lotnictwie myśliwskim oznacza ruch samolotu w kierunku obiektu ataku od momentu uchwycenia celu przez systemy naprowadzania uzbrojenia lub wzrokowego rozpoznania celu powietrznego. Jest on podporządkowany taktyce ustalonej w planie walki lub przyjętą doraźnie przez załogę samolotu, wymaganiom narzucanym przez posiadane uzbrojenie (parametry graniczne do bojowego użycia) i ograniczeniom eksploatacyjnym samolotu (prędkość maksymalna, prędkość minimalna, dopuszczalne przyspieszenia, pułap). W manewrowaniu bojowym myśliwców o przewadze decyduje zwrotność samolotów, warunki obserwacji przeciwnika i wytrzymałość psychofizyczna załóg.
Manewr bojowy w lotnictwie uderzeniowym oznacza wejście samolotu nad punkt stanowiący początek drogi bojowej, inaczej rozpoczyna się z chwilą przyjęcia przez załogę parametrów lotu, podczas którego zostanie uaktywniona aparatura celownicza niezbędna do wypracowania (obliczania) warunków użycia uzbrojenia i będzie prowadzony proces celowania lub wskazywania celu i naprowadzania lotniczych środków rażenia.
W odróżnieniu od tych rodzajów wojsk, które prowadzą działania na lądzie, w działaniach lotnictwa mamy do czynienia z manewrami taktycznymi własnych i przeciwstawnych sił względem siebie w przestrzeni powietrznej, zarówno przed jak i w trakcie walki oraz po jej zakończeniu. Manewry tego rodzaju mogą być związane z tworzeniem ugrupowań bojowych (łączenie mniejszych formacji w większe i odwrotnie, sytuowanie grup taktycznych względem siebie na potrzeby określonych zadań np. do pokonania strefy ognia OPL). Manewr względem sił przeciwnika może być związany ze zbliżaniem (pościg, konfrontacja, atak) lub oddalaniem (wyjście z ataku, wycofanie). Powietrzna walka pozycyjna (manewrowanie taktyczne) myśliwców lub samolotów myśliwskich z innymi statkami powietrznymi polega na zajmowaniu określonych stref na przewidywanym kierunku nalotu przeciwnika lub na wykonywaniu manewrów w przestrzeni względem siebie, w płaszczyźnie poziomej i pionowej, w celu uzyskania dogodnej pozycji do ataku, przy jednoczesnym uniemożliwieniu lub utrudnieniu tego przeciwnikowi.
W działaniach taktycznych lotnictwa bardzo ważną cechą manewru lotniczego jest unikanie wchodzenia w strefy obserwacji radiolokacyjnej i strefy rażenia broni przeciwlotniczej przeciwnika. Jeśli możliwości systemów rozpoznania radiolokacyjnego i rażenia środków OP i OPL przeciwnika są dobrze rozpoznane, a ich zneutralizowanie nie jest możliwe, wówczas omijanie stref zagrożeń lub ograniczanie czasu przebywania w tych strefach, dzięki umiejętnemu manewrowaniu, jest jednym ze sposobów opóźniania wykrycia własnych zamiarów i utrudniania przeciwnikowi skutecznego przeciwdziałania. 
Do konkretnych typów manewrów lotniczych w przestrzeni powietrznej, o znaczeniu taktycznym w określonej sytuacji, należy zaliczyć: zmiany kierunku, wysokości i prędkości względem obiektu ataku (uderzenia) albo środków wykrywania i manewry tymi parametrami lotu względem statków powietrznych tworzących wspólne ugrupowanie albo współdziałających w określonej przestrzeni operacyjnej. Zmiany położenia statków powietrznych (lub ich grup) w przestrzeni mogą mieć na celu utrudnienie przeciwnikowi wykrycia zamiaru działań taktycznych sił własnych, zerwanie ciągłości śledzenia lub zmylenie przeciwnika, utrudnienie dowodzenia lotnictwem i środkami OP i OPL. Manewrowanie statków powietrznych i ugrupowań taktycznych względem siebie w powietrzu może mieć na celu stworzenie najdogodniejszych warunków pokonania stref rażenia środków OPL, wzajemne ubezpieczenie bojowe, uzyskanie położenia w przestrzeni dającego przewagę taktyczną albo osłonę obiektów powietrznych lub położonych na powierzchni z zagrożonych kierunków.
Manewrowanie w przestrzeni pojedynczych samolotów lub śmigłowców jest elementem składowym realizacji wszelkich zadań typowych dla rodzajów lotnictwa. Podstawowe manewry (ruch) statków powietrznych w przestrzeni mogą być związane z poprawą położenia względem innych statków powietrznych lub względem lotnisk, obiektów uderzenia albo wojsk przeciwnika na powierzchni (na lądzie, wodzie). Manewrowanie statków powietrznych może być związane z realizacją przewozów między określonymi punktami itp. Manewry mogą być realizowane pojedynczymi statkami lub przez grupy statków powietrznych (samolotów, śmigłowców).
Manewr statku powietrznego w przestrzeni może też być rozumiany jako rodzaj ruchu (operacja) związany z przejściem ze stanu statycznego do stanu dynamicznego (rozpędzanie na drodze startowej, start), co jest jednocześnie przejściem ze środowiska lądowego (morskiego) do środowiska powietrznego. W przestrzeni powietrznej manewrowanie samolotów uderzeniowych i zabezpieczających ich działania jest często związane z utrzymywaniem nakazanego profilu lotu prostoliniowego pomiędzy wytyczonymi punktami na powierzchni. Lot (misja) z elementami taktycznymi stanowi połączenie zmian wysokości lotu (manewr wysokością, lot profilowy) ze zmianami prędkości (manewr prędkością), a często z użyciem urządzeń lub środków osłony i mylenia przeciwnika. Przelotom pomiędzy wytyczonymi punktami (bez lądowania) lub lotniskami (z lądowaniem) towarzyszy często wielokrotna zmiana kierunku lotu. Po starcie lub na trasie przelotu wykonywane są często dodatkowo manewry, których celem jest zbiórka samolotów lub śmigłowców w grupy taktyczne oraz rozformowanie ugrupowań do lądowania pojedynczymi samolotami lub parami.
Przemieszczenia lub manewry statków powietrznych mogą mieć również na celu zajęcie wyznaczonych pozycji w przestrzeni powietrznej, tzn. w strefach patrolowania, rozpoznania, zakłóceń elektronicznych, tankowania itp. Po osiągnięciu tych stref statki powietrzne przystępują do realizacji wyznaczonych zadań bojowych, wykonując zaplanowane rodzaje manewrów taktycznych według przyjętego planu działań. Włączają urządzenia radarowe, rejestratory i analizatory emisji elektromagnetycznej, generatory zakłóceń elektronicznych, urządzenia elektrooptyczne itp. wykonując lot po zaplanowanej trajektorii w wyznaczonym rejonie.
Manewry bojowe i przemieszczenia przestrzenne samolotów obejmują ruch statków powietrznych w przestrzeni nie związany bezpośrednio z wypracowywaniem położenia do rażenia przeciwnika, traktowany jako przemieszczanie niebojowe, oraz ruchy polegające na wypracowaniu położenia do rażenia przeciwnika i związane bezpośrednio z walką powietrzną, które należą do manewrów bojowych. Podstawowe z tych manewrów i przemieszczeń możemy podzielić na wykonywane w płaszczyźnie poziomej (zakręt, wiraż, żmijka) i pionowej (nurkowanie, górka, pętla, immelman) oraz na ruchy złożone, wykonywane w płaszczyźnie pochyłej, o zmiennych parametrach (zwrot bojowy, spirala). Ruch statku powietrznego w przestrzeni może mieć charakter ofensywny, połączony z atakiem na przeciwnika powietrznego, lub defensywny, którego celem jest unikniecie rażenia albo odejście lub wycofanie.
Bardziej trudne w wykonaniu są manewry przestrzenne samolotów podczas atakowania obiektów powietrznych przy dużej różnicy prędkości między samolotem atakującym i celem powietrznym. Samolot atakujący musi wówczas wykonywać manewry, które pozwolą zamienić nadmiar prędkości na drogę i dzięki temu nie oddalać się poza zasięg widoczności wzrokowej od celu, uniemożliwiając mu tym samym niekontrolowaną zmianę warunków lotu i wyjście spod obserwacji wzrokowej (kontroli) atakującego.
Najbardziej złożony problem stanowią manewry grup samolotów w walce powietrznej. Składają się one z ruchów statków powietrznych względem przeciwnika, ale również uwzględniają przemieszczenia grup taktycznych i pojedynczych samolotów względem siebie w celu wypracowania przewagi taktycznej i rażenia przeciwnika. Warunkiem efektywności tak skomplikowanego, a jednocześnie zorganizowanego ruchu samolotów w przestrzeni, jest posiadanie przez załogi pełnej i ciągłej orientacji o sytuacji taktycznej.
Manewry przestrzenne samolotów uderzeniowych podobnie jak sam ruch samolotów uderzeniowych w przestrzeni powietrznej, są związane generalnie z pokonaniem odległości między lotniskiem startu, obiektem ataku i lotniskiem lądowania. Mogą one być realizowane pojedynczo lub w ugrupowaniu bojowym, które może stanowić pojedynczą formację (grupę bojową) lub składać się z wielu grup taktycznych wytypowanych do realizacji oddzielnych zadań w ramach jednej formacji uderzeniowej (np. Composite Air Operation – COMAO).